# Operabranden
Operabranden er en dansk stum dramafilm fra 1912 produceret af Nordisk Films Kompagni og instrueret af August Blom efter manuskript af Carl Arctander. 
I filmens hovedroller er Agnete Blom og Valdemar Psilander. I en mindre rolle spiller en ung Osvald Helmuth i sin filmdebut.
Filmen havde dansk premiere den 26. december 1912 i Panoptikon Teatret og blev i tysktalende lande distribueret som Grossmutters Wiegenlied, i engelsktalende lande som In The Hour Of Need og i fransktalende lande som La Berceuse de Grand'Mére. 

## Handling
Den unge Agnete giftes med Ritmester Helmuth, der tager parret på en rejse til Paris, hvor de går i Operaen. I operaen ser Agnete en kvinde, der ligner hende på en prik, og som er med Grev Bonnot. Operaen brænder (i filmens program fremhæves de "effektfulde scener fra branden i operaen i Paris), og der opstår panik, da publikum kæmper for at komme ud. Agnete overleder, men dobbeltgænger omkommer. Agnete har dog mistet hukommelsen. Grev Bonnot tror fejlagtigt, at Agnete er hans veninde, og tager hende til sig. Ritmester Helmuth tror, at Agnete er omkommet under branden og rejser hjem.
Agnet bliver imidlertid syg og bringes på hospitalet, hvor hun føder en dreng. Efter nogle måneders indlæggelse flygter Agnete fra hospitalet med sin lille søn. Hun flakker fattig rundt. En dag møder hun en savoyarddreng, der kan huske hende, da han tidligere har spillet Agnetes bedstemords vuggevise for Agnete. Da han se, hvor galt det står til med Agnete, følger han hende til bedstemorens hjem, hvor Agnete genforenes med sin bedstemor og Helmuth.

## Medvirkende
- Agnete von Prangen Blom som Agnete
- Valdemar Psilander som Ritmester Helmuth
- Torben Meyer som Grev Bonnot
- Marie Dinesen som Pastorinde Berg, Agnetes bedstemor
- Adolf Tronier Funder
- Osvald Helmuth
- Mathilde Felumb Friis	som Gæst i operaen
- Astrid Krygell som Gæst i operaen
- Erik Crone som En savoyarddreng